# Kovdozero
Il lago Kovdozero (in russo Ковдозеро?) è un grande lago d'acqua dolce, nella parte nord-occidentale della Russia europea. Si trova nel rajon Kandalakšskij dell'Oblast' di Murmansk.

## Descrizione
La centrale idroelettrica e la diga costruita nel 1955, hanno trasformato il lago in un bacino idrico. La superficie del Kovdozero è passata da 294 a 608 km quadrati. Il livello dell'acqua è aumentato di 6,4 m. Molti fiumi alimentano il Kovdozero, i principali sono: Kovda (che è anche emissario) e Lopskaja; un canale collega il lago al Mar Bianco. Ci sono molte isole sul lago (oltre 580). Il lago è utilizzato per la pesca, il trasporto per via d'acqua.